# Division de forteresse Stettin
La  Division de forteresse Stettin  (en allemand : Festungs-Division Stettin) est une des divisions d'infanterie de la Wehrmacht durant la Seconde Guerre mondiale.

## Création
La Festungs-Division Stettin est formée le 22 mars 1945 à Stettin en Pologne.
Elle est capturée en avril 1945.

## Organisation

### Commandants
| Date                          | Grade        | Commandant      |
| ----------------------------- | ------------ | --------------- |
| 22 mars 1945 - 19 avril 1945  | Generalmajor | Rudolf Höfer    |
| 19 avril 1945 - 26 avril 1945 | Generalmajor | Ferdinand Brühl |

## Théâtres d'opérations
- Allemagne : Mars 1945 - Avril 1945

## Ordres de bataille
- Festungs-Regiment Stettin 1
- Festungs-Regiment Stettin 2
- Festungs-Regiment Stettin 3
- Festungs-Regiment Stettin 4
- Festungs-Regiment Stettin 5
- Festungs-MG-Bataillon 85
- Festungs-MG-Bataillon Stettin A
- Festungs-Artillerie-Regiment 3132
- Festungs-Pak-Verband VIII
- Bau-Pionier-Regimentsstab 555